# Estación Sauce (Ovalle)
Sauce fue una estación de ferrocarril que se hallaba en las cercanías del yacimiento minero homónimo ubicado en la comuna de Ovalle, en la Región de Coquimbo de Chile. Fue parte del Ramal Tongoy-Ovalle y actualmente se encuentra inactiva, con las vías levantadas.

## Historia
La estación fue parte del subramal inaugurado en 1868 y que conectaba la localidad de Cerrillos con el pique de Tamaya. Entre esta estación y la estación Tamaya se encontraban otros 3 paraderos secundarios, denominados Recreo, Pique y Rosario.
Se encontraba a una distancia de 9 km de la estación Cerrillos según José Olayo López (1910). En mapas oficiales de 1929 la estación continuaba apareciendo, si bien la actividad minera en el sector había decaído.
La estación dejó de prestar servicios cuando fue clausurada junto con el resto del ramal en 1938 y las vías fueron levantadas.